# Katastrofa belgijskiego C-130 Hercules w Eindhoven
Katastrofa belgijskiego C-130 Hercules w Holandii – wydarzyła się 15 lipca 1996. W jej wyniku Lockheed C-130H Hercules należący do Belgijskich Sił Powietrznych rozbił się na lotnisku w Eindhoven. W wyniku katastrofy zginęło 34 z 41 osób na pokładzie. 

## Samolot
Maszyną obsługującą lot był Lockheed C-130H Hercules (nr rej. CH-06) o numerze seryjnym 4473. Samolot opuścił linię produkcyjną w 1972 i do czasu wypadku wylatał 10914 godzin w powietrzu.

## Przebieg lotu
Samolot odbywał lot z Werony do Eindhoven z rutynowym międzylądowaniem w Rimini, na pokładzie było 4 belgijskich członków załogi i 37 pasażerów będących członkami holenderskiej orkiestry wojskowej. Załoga skontaktowała się z wieżą oraz poprosiła o zgodę na podejście. Niedługo potem samolot uderzył w stado szpaków, w wyniku czego doszło do utraty mocy w obu lewych silnikach (nr 1 i nr 2). Z nieznanych przyczyn załoga wyłączyła oraz ustawiła śmigło w chorągiewkę w silniku nr 3. W wyniku utraty ciągu po lewej stronie maszyna przechyliła się i zderzyła się z ziemią. Zginęło 34 z 41 osób na pokładzie. 